# Kevin Foley (Fußballspieler)
Kevin Patrick Foley (* 1. November 1984 in Luton) ist ein irischer ehemaliger Fußballspieler. Als rechter Außenverteidiger und Mittelfeldspieler stand der achtfache irische Nationalspieler zwischen 2002 und 2015 zunächst bei seinem Heimatverein Luton Town und später bei den Wolverhampton Wanderers unter Vertrag.

## Sportlicher Werdegang

### Vereinskarriere
Foley durchlief die Jugendabteilung von Luton Town und debütierte für den Drittligisten am 22. Oktober 2002 in einem Spiel der Football League Trophy gegen den FC Woking (2:0). Insgesamt zwei Meisterschafts- und zwei Pokalspiele standen zum Ende der Saison 2002/03 für das irische Talent zu Buche, wobei das Ligadebüt am 19. April 2003 mit einem 2:2-Remis gegen Bristol City endete. Den Schritt zum Stammspieler auf der rechten Abwehrseite machte er in der Spielzeit 2003/04, an deren Ende er im Mai 2004 auch in der irischen U-21-Nationalmannschaft – beide Elternteile stammen aus Kerry – gegen Schottland seinen Einstand gab. Ein Jahr später feierte er mit seinem Heimatklub an der Kenilworth Road den ersten großen Erfolg, als ihm der Aufstieg in die zweitklassige Football League Championship gelang. Der technisch beschlagene Abwehrspieler, der über ein gutes Timing im Abwehrverhalten verfügt – wodurch er verhältnismäßig selten mit gelben Karten verwarnt wird – und ein sauberes Passspiel den reinen Befreiungsschlägen vorzieht, entwickelte sich so zu einem weit beachteten Talent. Foley spielte zwei Jahre für die „Hatters“ in der zweiten Liga, an deren Ende aber der Abstieg in die Football League One stand. Zwischendurch hatte er im Jahr 2006 für die U-21-Auswahl sein erstes Tor im Rahmen der Vorrunde zur Qualifikation für die U-21-Europameisterschaft gegen Aserbaidschan geschossen.
Wenig überraschend angesichts der gestiegenen Ambitionen folgte Foley seinem Alt-Verein nicht in die dritte Liga. Er wechselte vielmehr am 14. August 2007 zum ambitionierten Zweitligisten Wolverhampton Wanderers und unterschrieb dort einen Dreijahresvertrag; über die Höhe der Ablösesumme vereinbarten die beteiligten Parteien Stillschweigen. Auf Anhieb fand Foley seinen Platz in der neuen Mannschaft, verpasste auf der rechten Abwehrseite nur zwei Ligapartien und war damit nach Torhüter Wayne Hennessey der Spieler mit der höchsten Einsatzzahl. Als „Dauerbrenner“ präsentierte er sich in der Aufstiegssaison 2008/09 und absolvierte 45 Partien – mehr als sämtliche Teamkameraden und sämtlich von Beginn an. Am Ende der Spielzeit zeichneten ihn die eigenen Anhänger vor Sylvan Ebanks-Blake und Jody Craddock zum „besten Spieler der Saison“ aus und vorzeitig verlängerte Foley sein Vertrag bei den „Wolves“ bis zum Ablauf der Saison 2012/13. Bei seinem Premier-League-Debüt am 15. August 2009 verletzte er sich am Knie und musste bis Dezember warten, bis er wieder seinen Platz in der Mannschaft fand. Da nun Spieler wie Ronald Zubar und Richard Stearman als Rechtsverteidiger vorgesehen waren, wechselte er innerhalb der 4-5-1-Formation ins zentrale oder rechte Mittelfeld. Nach einer weiteren Saison 2010/11 mit insgesamt 33 Erstligaeinsätzen und dem knappen Klassenerhalt verlängerte Foley den Kontrakt ein weiteres Mal bis zum Ende der Saison 2014/15.
Kurz nach Beginn der folgenden Spielzeit 2011/12 musste sich Foley einer Knöcheloperation unterziehen. Nach seiner Genesung zum Jahreswechsel musste er unter dem Interimstrainer Terry Connor der Abstieg auf der Premier League hinnehmen. Die sportliche Krise in der Mannschaft spitzte sich fortan zu und es folgte der zweite Abstieg in Serie. Dabei wechselten die Trainer von Ståle Solbakken über Dean Saunders hin zu Kenny Jackett in kurzen Abständen und vor allem unter dem Neuaufbau von Jackett hatte Foley letztlich zu leiden. Im Februar 2014 liehen ihn die Wolves für einen Monat an den Zweitligisten FC Blackpool aus und nachdem er bis November 2014 weiter nicht mehr in Wolverhampton eingesetzt wurde, ging er ein weiteres Mal bis Januar 2015 nach Blackpool. Anschließend wurde Foleys Vertrag sechs Monate vor Ende der Laufzeit in beiderseitigem Einvernehmen aufgelöst. Nur wenige Stunden später wurde bekannt, dass er für sechs Monate beim dänischen FC Kopenhagen angeheuert hatte, wo sich sein Weg mit dem seines Ex-Trainers Solbakken wieder kreuzte.

### Irische Nationalmannschaft
Seine guten Leistungen in der Aufstiegssaison 2008/09 blieben auch der irischen A-Nationalmannschaft nicht verborgen. Nachdem ihn der damalige Trainer Steve Staunton bereits anlässlich eines Freundschaftsspiel gegen Chile am 24. Mai 2006 auf die Ersatzbank gesetzt hatte, debütierte Foley am 29. Mai 2009 beim 1:1 gegen Nigeria. Nach erfolgreicher Qualifikation für die Euro 2012 nominierte ihn Trainer Giovanni Trapattoni in zunächst in den 23-Mann-Kader, aber nach einigen Verletzungsproblemen wurde er noch in letztem Moment durch Paul McShane ersetzt. Foley zeigte sich enttäuscht und fühlte sich von Trapattoni gar „betrogen“.